# Shivli
Shivli é uma cidade e uma nagar panchayat no distrito de Kanpur Dehat, no estado indiano de Uttar Pradesh.

## Demografia
Segundo o censo de 2001, Shivli tinha uma população de 7830 habitantes. Os indivíduos do sexo masculino constituem 53% da população e os do sexo feminino 47%. Shivli tem uma taxa de literacia de 69%, superior à média nacional de 59.5%: a literacia no sexo masculino é de 75% e no sexo feminino é de 62%. Em Shivli, 15% da população está abaixo dos 6 anos de idade.